# Sandschaasürengiin Dsorig

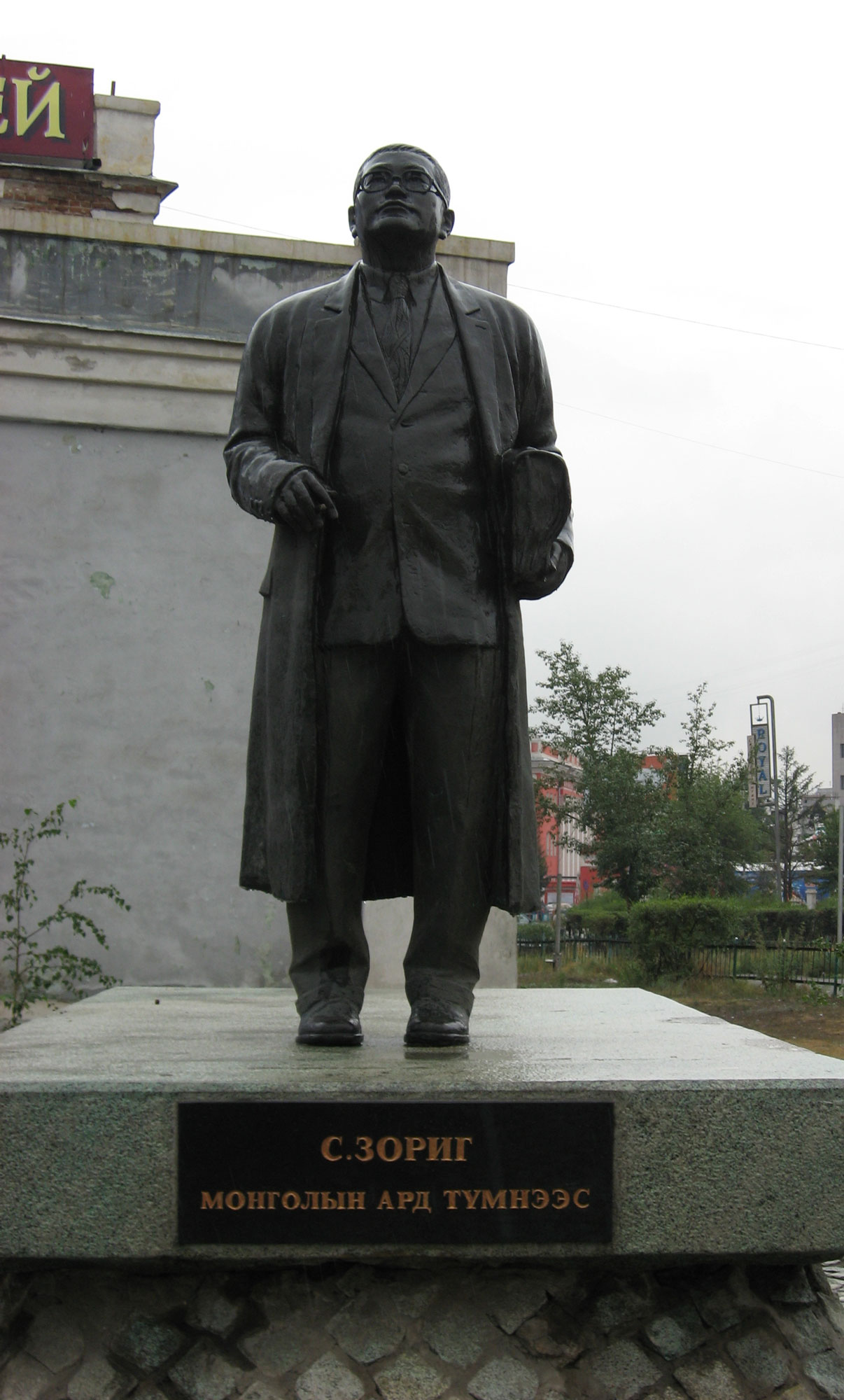
Statue von Dsorig in Ulaanbaatar

Sandschaasürengiin Dsorig (mongolisch Санжаасүрэнгийн Зориг, * 20. April 1962; † 2. Oktober 1998) war ein bedeutender Politiker der Mongolei und eine Führungsfigur im demokratischen Umbruch des Landes während der 1990er Jahre. Er wurde 1998 ermordet, der Mord an ihm blieb unaufgeklärt. Nach seinem Tod stieg seine Schwester S. Ojuun in die Politik ein und gründete mit Anspielung auf dem Namen Dsorigs die Partei des Bürgerwillens (mongolisch Иргэний Зориг Нам, Irgenii Dsorig Nam).